# Locminé
Locminé (in bretone: Logunec'h) è un comune francese di 4 423 abitanti situato nel dipartimento del Morbihan nella regione della Bretagna.

## Società

### Evoluzione demografica
Abitanti censiti